# 五方乡
五方乡是中国陕西省渭南市华阴市下辖的一个乡。

## 行政区划
五方乡下辖以下行政区：
宁家城村、徐家城村、杨家城村、台峪口村、岭上村、瓮峪口村、桃东村、桃西村、东吴村、西吴村、六一村、槐芽村、坡上村、董城村、甘渠头村、高家村、王寨村、七里村、八里村、黄峪村、大城村